# Ludford, Lincolnshire
Ludford är en ort och civil parish i East Lindsey i Storbritannien. Den ligger i grevskapet Lincolnshire och riksdelen England, i den sydöstra delen av landet, 210 km norr om huvudstaden London. Orten består av de sammanvuxna byarna Ludford Magna och Ludford Parva.